# Monumento a Manolete (Córdoba)
El monumento a Manolete es un conjunto escultórico dedicado al torero Manolete que se encuentra en la plaza del Conde de Priego de la ciudad de Córdoba (España). Este monumento, obra del escultor Manuel Álvarez Laviada, fue inaugurado el 8 de mayo de 1956.

## Historia
El 8 de mayo de 1948, por iniciativa del concejal del Ayuntamiento de Córdoba Francisco Cabrera, el entonces alcalde de la ciudad Rafael Salinas descubrió un busto en la plaza de la Lagunilla donde vivió durante muchos años el torero. Para ello se compró el busto que el escultor Juan de Ávalos había realizado de Manolete en bronce, réplica del original de mármol.
Sin embargo, el sentir del pueblo cordobés era la erección de un monumento al torero, para lo que se abrió una suscripción pública para costear el mismo. Como esta no dio sus frutos, el Ayuntamiento propició la celebración de una corrida de toros que pudiera recaudar fondos para el citado monumento. Liderados por el torero mexicano Carlos Arruza y con toros cedidos por diferentes ganaderías, el 21 de octubre de 1951 se celebró en la plaza de toros de Los Tejares con la participación del cordobés José María Martorell, Manuel Capetillo, Gitanillo de Triana, Agustín Parra, Jorge Medina, Manuel Calero, Julio Aparicio, Anselmo Liceaga y Rafaelito Lagartijo. Obtuvo una recaudación de 800.000 pesetas.
El Ayuntamiento convocó un concurso de proyectos que fueron expuestos en la Sala de Arte Municipal, en la que también participó la Real Academia de Bellas Artes de San Fernando como jurado. El emplazamiento elegido fue el de la plaza del Conde de Priego en el barrio de Santa Marina. El jurado eligió el proyecto del escultor Manuel Álvarez Laviada y el arquitecto Luis Moya, inaugurándose el conjunto escultórico el 8 de mayo de 1956.